# Cheilotrichia (Empeda) nigrolineata
Cheilotrichia (Empeda) nigrolineata is een tweevleugelige uit de familie steltmuggen (Limoniidae). De soort komt voor in het Neotropisch gebied.